# Чужой внутри
«Чужой внутри» — кинофильм 1994 года.

## Сюжет
К 2020 году человечество уничтожило почти все жизненно важные земные ресурсы и начинает искать пристанище в мировом океане, создавая подводные лодки — шаттлы, в надежде расширить свои возможности. Один из таких шаттлов получает сигнал SOS с русского корабля. Осмотрев шаттл, члены экипажа забирают некоторые вещи и возвращаются домой. Но оказывается, что они принесли с собой чужеродный организм, который не может существовать без тела человека. Экипаж шаттла начинает заражаться один за другим, и незаражённые стараются остановить неизвестного паразита.